# KkStB 80
| kkStB 80 / 80.100 / 80.600 / 80.900 • SB 80 • BBÖ 80 / 80.800 • ČSD 524.0 • FS 475/476 • JDŽ 28 / 144 • PKP Tw12 • CFR 50 • MÁV 520.5 • ÖBB 57 / 157 • RAI 80 • SEK Kβ | kkStB 80 / 80.100 / 80.600 / 80.900 • SB 80 • BBÖ 80 / 80.800 • ČSD 524.0 • FS 475/476 • JDŽ 28 / 144 • PKP Tw12 • CFR 50 • MÁV 520.5 • ÖBB 57 / 157 • RAI 80 • SEK Kβ | kkStB 80 / 80.100 / 80.600 / 80.900 • SB 80 • BBÖ 80 / 80.800 • ČSD 524.0 • FS 475/476 • JDŽ 28 / 144 • PKP Tw12 • CFR 50 • MÁV 520.5 • ÖBB 57 / 157 • RAI 80 • SEK Kβ | kkStB 80 / 80.100 / 80.600 / 80.900 • SB 80 • BBÖ 80 / 80.800 • ČSD 524.0 • FS 475/476 • JDŽ 28 / 144 • PKP Tw12 • CFR 50 • MÁV 520.5 • ÖBB 57 / 157 • RAI 80 • SEK Kβ | kkStB 80 / 80.100 / 80.600 / 80.900 • SB 80 • BBÖ 80 / 80.800 • ČSD 524.0 • FS 475/476 • JDŽ 28 / 144 • PKP Tw12 • CFR 50 • MÁV 520.5 • ÖBB 57 / 157 • RAI 80 • SEK Kβ | kkStB 80 / 80.100 / 80.600 / 80.900 • SB 80 • BBÖ 80 / 80.800 • ČSD 524.0 • FS 475/476 • JDŽ 28 / 144 • PKP Tw12 • CFR 50 • MÁV 520.5 • ÖBB 57 / 157 • RAI 80 • SEK Kβ |
| --- | --- | --- | --- | --- | --- |
| | | | | | |
| Technische Daten | | | | | |
| Nummerierung | 80.01 –36 | 80.100 –203 | 80.600 –602 | 80.603 –604 | 80.900 –4915 |
| Bauart | E h2v | E h2v | E h2 | E h2 | E h2 |
| Zylinder-Ø | 590/850 mm | 590/850 mm | 590 mm | 590 mm | 590 mm |
| Kolbenhub | 632 mm | 632 mm | 632 mm | 632 mm | 632 mm |
| Treibrad-Ø | 1258 mm | 1258 mm | 1258 mm | 1258 mm | 1258 mm |
| Laufrad-Ø vorne | – | – | – | – | – |
| Laufrad-Ø hinten | – | – | – | – | – |
| fester Radstand | 2800 mm | 2800 mm | 2800 mm | 4200 mm | 2800 mm |
| Gesamtradstand | 5600 mm | 5600 mm | 5600 mm | 5600 mm | 5600 mm |
| Gesamtradstand mit Tender | 12.548 mm | 12.548 mm | 12.548 mm | 12.548 mm | 12.548 mm |
| Anzahl der Heizrohre | 148 | 148 | 140 | 140 | 148 |
| Heizfläche der Rohre | 190,0 m² | 190,0 m² | 134,5 m² | 134,5 m² | 190,3 m² |
| Anzahl der Rauchrohre | 22 | 22 | – | 22 | 22 |
| Heizfläche der Feuerbüchse | 12,0 m² | 12,0 m² | 12,0 m² | 12,0 m² | 12,0 m² |
| Überhitzerfläche | 26,8 m² | 26,8 m² | 67,1 m² | 67,1 m² | 26,8 m² |
| Rostfläche | 3,42 m² | 3,42 m² | 3,42 m² | 3,42 m² | 3,42 m² |
| Dampfdruck | 14 | 14 | 14 | 14 | 14 |
| Tender | 9, 56, 156, 256, 76, 86, 88 | 9, 56, 156, 256, 76, 86, 88 | 9, 56, 156, 256, 76, 86, 88 | 9, 56, 156, 256, 76, 86, 88 | 9, 56, 156, 256, 76, 86, 88 |
| Leermasse | 62,7 t | 62,7 t | k. A. | k. A. | 62,7 t |
| Adhäsionsmasse | 69,4 t | 69,4 t | k. A. | k. A. | 69,4 t |
| Dienstmasse | 69,4 t | 69,4 t | k. A. | k. A. | 69,4 t |
| Länge | 17,28 m | 17,28 m | 17,28 m | 17,28 m | 17,28 m |
| Höhe | 4,65 m | 4,65 m | 4,61 m | 4,57 m | 4,57 m |
| Vmax | 50 km/h | 50 km/h | 50 km/h | 50 km/h | 50 km/h |

Die Dampflokomotivreihe kkStB 80 war eine Güterzug-Schlepptenderlokomotive der k.k. Staatsbahnen Österreichs, welche auch von der Österreichischen Südbahn beschafft wurde.

## Geschichte
Da sich die Heißdampftechnik international durchsetzte, wurde auch die Reihe 180 als Heißdampfvariante gebaut.
Wie bei Karl Gölsdorf üblich, war die Überhitzerheizfläche gering, da er zu Recht befürchtete, dass höhere Temperaturen hitzebeständigeres und damit teureres Schmieröl bedingten, das aus dem Ausland hätte importiert werden müssen.
Von 1909 bis 1910 wurden 36 Stück mit Kolbenschiebern auf der Hochdruckseite und Flachschiebern auf der Niederdruckseite von der Lokomotivfabrik Floridsdorf, von der Wiener Neustädter Lokomotivfabrik und von der Lokomotivfabrik der StEG geliefert. Die Flachschieber neigten aber zu Undichtheiten, sodass ab 1911 bis 1915 Wiener Neustädter Lokomotivfabrik, StEG und Breitfeld und Daněk 104 Exemplare mit beidseitigen Kolbenschiebern gebaut haben (80.100–203).
Auch diese Variante erfüllte nur bedingt die an sie gesetzten Anforderungen, sodass nach dem Ersten Weltkrieg für den Export wieder auf die Bauform mit Kolben- und Flachschiebern zurückgegriffen wurde (nur die 80.37 dieser Bauform blieb in Österreich). 1911 bis 1918 wurde für die kkStB die Reihe auch als Zwillingslokomotive gebaut (80.900–2908). Diese Variante hat am besten entsprochen.
Die Südbahn beschaffte ebenfalls 80er (1913–1915), und zwar Zwillingslokomotiven als 80.31–38, die sich in Details von den kkStB-Maschinen unterschieden. Alle acht Lokomotiven kamen nach dem Ersten Weltkrieg an die FS als Reihe 475/476.
Die Haupteinsatzgebiete der 80er waren bis 1918 Böhmen, die Westbahn, die Rudolfsbahn sowie die Karawankenbahn (heute Rosentalbahn bzw. Bahnstrecke Villach–Rosenbach). Sie war eine der beliebtesten Lokomotiven ihrer Zeit und freizügiger einsetzbar als die Preußische G 10.
Nach dem Ersten Weltkrieg wurden 144 Stück den ČSD zugeteilt, die sie als Reihe 524.0 bezeichneten und bis in die 1960er Jahre einsetzten. Die PKP ordneten die ehemaligen 80er als Tw12 ein, die JDŽ als 28 (später 144) und die CFR als 50.0. Als die MÁV ehemalige 80er bekamen, ordneten sie sie als Reihe 520.5 ein.

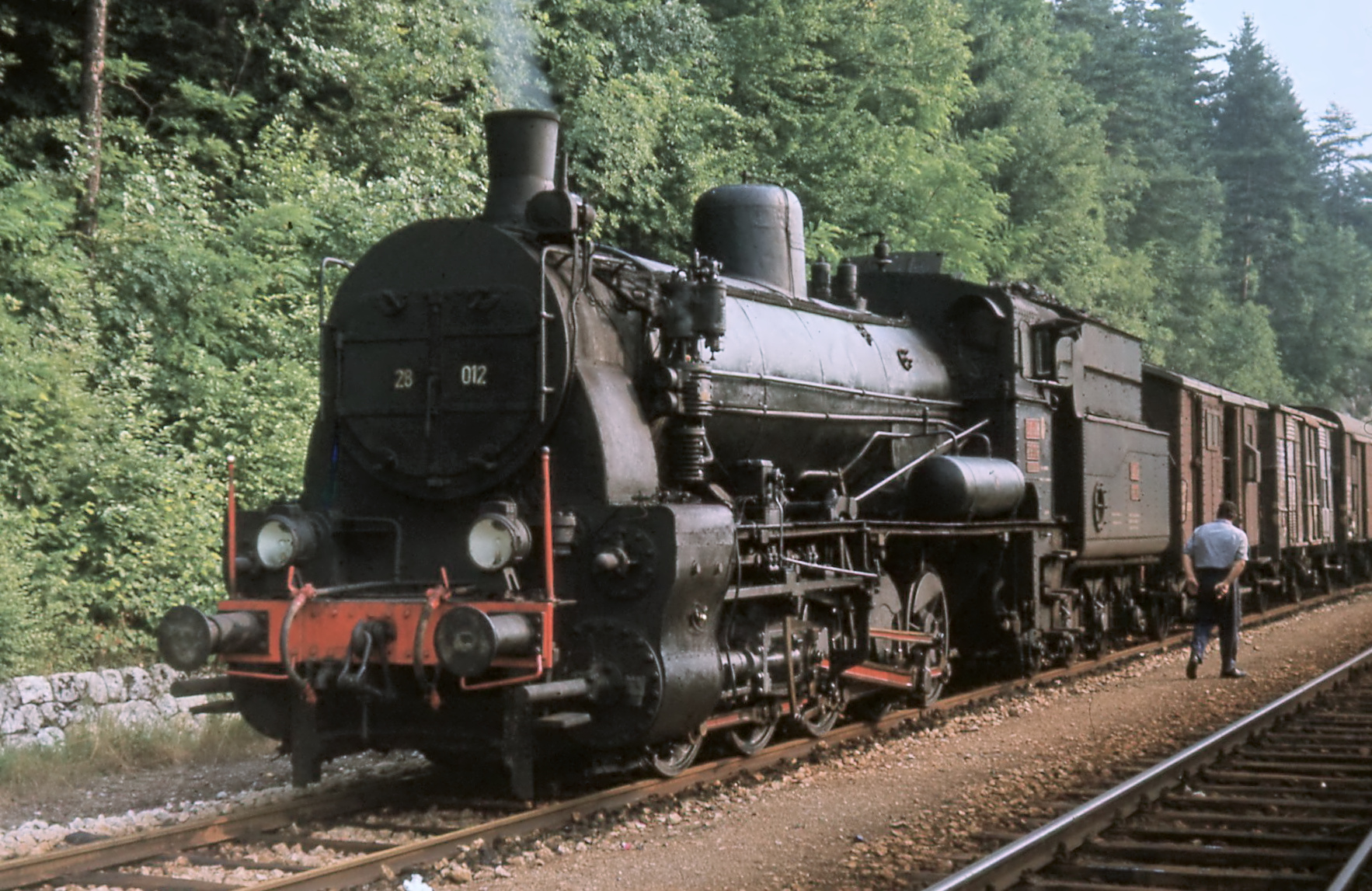
JŽ 28-012 im Bahnhof Bled an der Wocheinerbahn

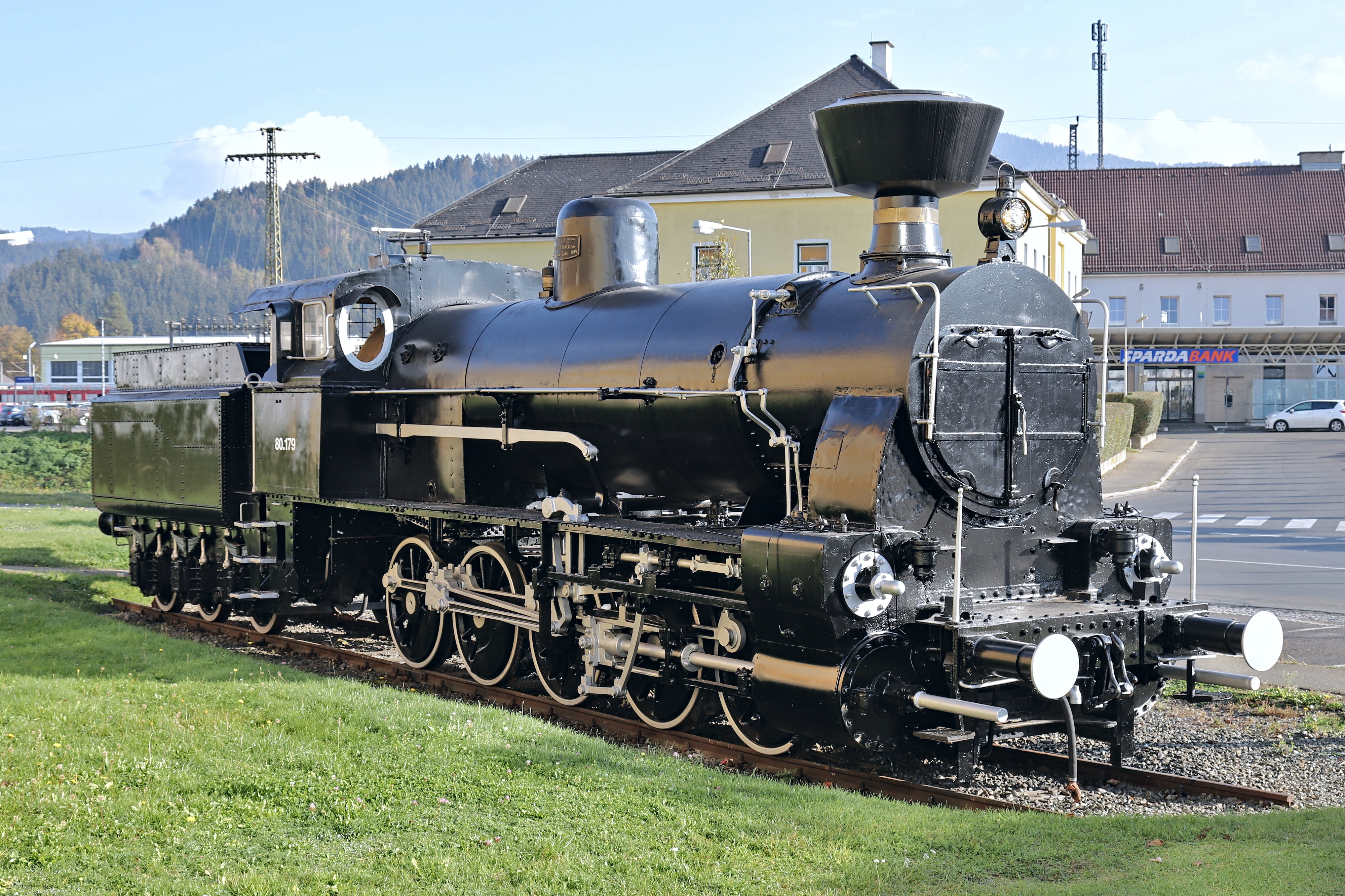
80.179 als Lokomotivdenkmal in Knittelfeld

Die Železnice Kraljevine Srba, Hrvata i Slovenaca (SHS, Eisenbahnen des Königreichs der Serben, Kroaten und Slowenen) und die Bundesbahnen Österreichs (BBÖ) beschafften weitere Maschinen der Reihe 80 und bezeichneten sie als 80.301–310 und 540.315–318 (später JDŽ 28-001–014) beziehungsweise als 80.1900–4900. So wurden etwa 1919/20 von der BBÖ auch fünf Zwillingsloks mit Lentz-Ventilsteuerung und Kleinrohrüberhitzer erworben (80.600–604). Insgesamt hatte die BBÖ damit 213 Stück der Reihe 80.
In den 30er Jahren kaufte die dänische Konstruktionsfirma Kampsax zehn Stück von den BBÖ, um sie für die Bauarbeiten an der Transiranischen Eisenbahn einzusetzen: 80.14, 80.17 und 80.110 von Wiener Neustadt, 80.37 von Floridsdorf, 80.126, 80.130 und 80.131 von der Lokomotivfabrik der StEG und 80.194 und 80.196 von Breitfeld und Daněk. Als die Eisenbahnlinie 1938 fertiggestellt war, kaufte die Transiranische Eisenbahn alle zehn Stück. Bei Kampsax und im iranischen Dienst behielten diese Maschinen ihre österreichischen Nummern.
1938 ordnete die Deutsche Reichsbahn die 80er als 57 101–105 (ex 80.600), 57 201–318 (ex 80.900) und 57 401–473 (80 und 80.100) ein. Während des Zweiten Weltkrieges stockte die DR den Bestand der 57er aus Beständen der PKP und JDŽ weiter auf.
Nach 1945 spielten die ehemaligen 80er auch bei den ÖBB eine tragende Rolle im Güterverkehr. Es gab noch zwölf Verbundmaschinen (ÖBB 157), deren letzte 1960 ausgemustert wurde, und 69 Zwillingsloks (ÖBB 57), die erst 1968 aus dem Bestand schieden.
Die 80er wurden auch oft für Versuchszwecke herangezogen. So erprobte etwa Karl Gölsdorf bei der 80.990 eine Breitstrahlesse, die einem quergestellten Giesl-Ejektor glich. Die Ergebnisse gingen nach dem Tode Gölsdorfs und durch die Kriegswirren verloren.
Bei der 80.4911 wurde ein Rauchgasvorwärmer getestet, dessen kantiges und voluminöses Aussehen der Maschine Spitznamen wie „Lautsprecher“ oder „Bauernschreck“ eintrug.
Vier Heißdampf-Verbund-80er wurden 1936/38 auf Zwilling mit Kolbenschiebern umgebaut, die umgebauten Maschinen wurden als 80.800 eingereiht.
Die Nummern 80.01–06 waren von der kkStB schon zuvor für Lokomotiven der Dniester Bahn vergeben worden, diese wurden 1894 in kkStB 31.11–16 umgezeichnet.

## Erhaltene Lokomotiven

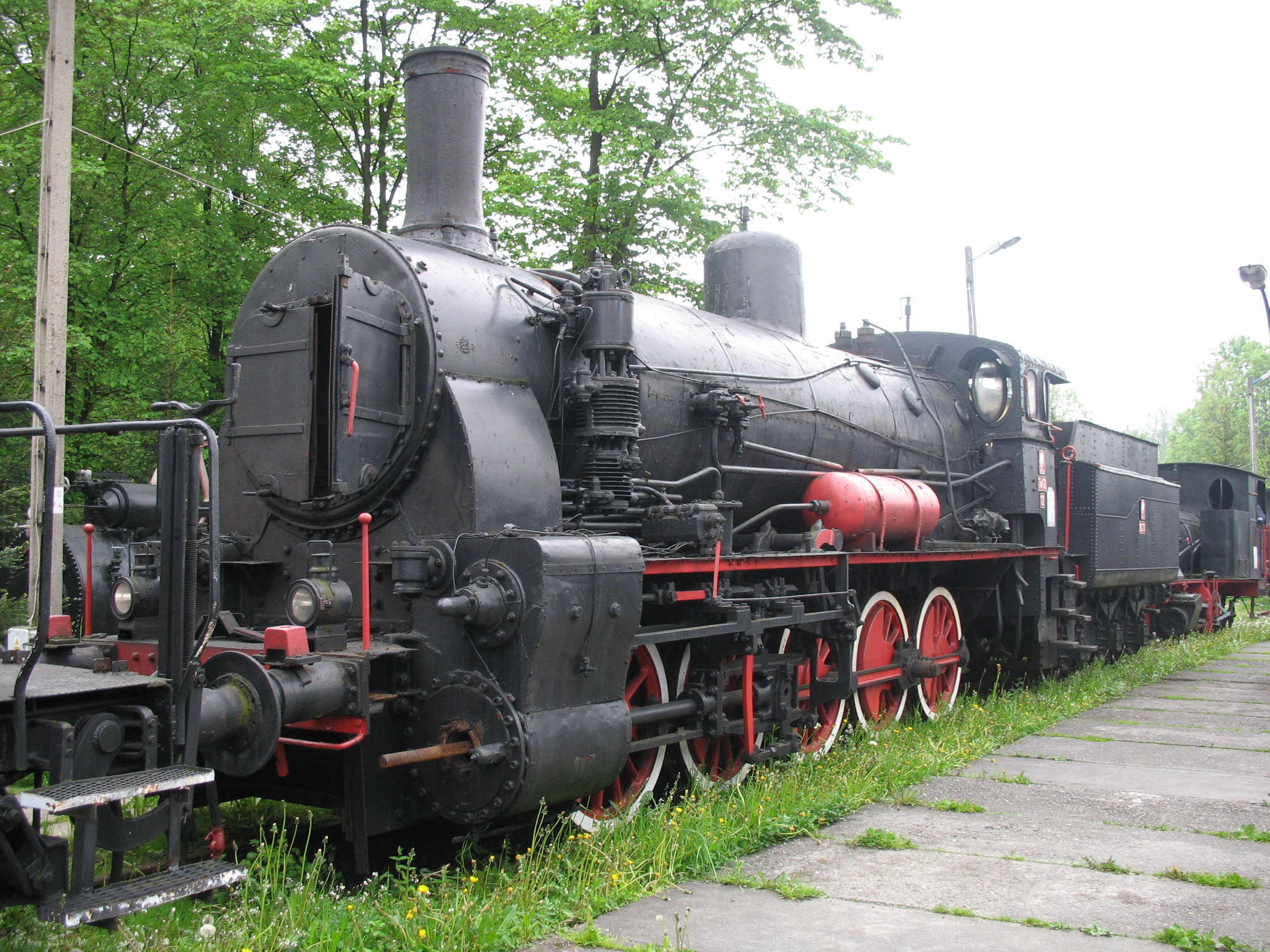
Tw12-12 der PKP im Eisenbahnmuseum Chabówka

- FS "476.073" (WrN 5036/1911, ex kkStB 80.100) im Eisenbahnmuseum Triest
- JŽ 28-029 (StEG 3814/1911, ex kkStB 80.120) im Eisenbahnmuseum Ljubljana
- kkStB 80.179 (BrDa 37/1914, zuletzt JŽ 28-053) in Knittelfeld, Österreich (Denkmallokomotive, Eigentum des Slowenischen Eisenbahnmuseums Ljubljana)
- ÖBB 57.223 (WrN 5285/1916, ex kkStB 80.988) im Eisenbahnmuseum Strasshof
- PKP Tw12-12 (StEG 4423/1920) im Eisenbahnmuseum Chabówka
- CFR 50.025 (StEG 4482/1921) im Freilicht-Dampflokomotiven-Museum Reșița
- CFR 50.065 (StEG 4498/1921) in Oraviţa (Rumänien)
- JŽ 28-006 (WrN 5740/1922, ex SHS 80.306) in Divača, Slowenien (Denkmallokomotive)